# Joseph Amoah (velocista)
Joseph Paul Amoah (Grande Accra, 12 gennaio 1997) è un velocista ghanese.

## Record nazionali
Seniores
- 200 metri piani: 20"08 ( Austin, 5 giugno 2019)[1]
- 200 metri piani indoor: 20"57 ( Boston, 5 febbraio 2022)
- Staffetta 4×100 metri: 38"08 ( Tokyo, 5 agosto 2021) (Sean Safo-Antwi, Benjamin Azamati, Emmanuel Yeboah, Joseph Amoah)

## Palmarès
| Anno | Manifestazione          | Sede         | Evento      | Risultato  | Prestazione | Note                                     |
| ---- | ----------------------- | ------------ | ----------- | ---------- | ----------- | ---------------------------------------- |
| 2018 | Giochi del Commonwealth | Gold Coast   | 200 m piani | Semifinale | 20"99       |                                          |
| 2019 | Giochi panafricani      | Rabat        | 100 m piani | 4º         | 10"11       |                                          |
| 2019 | Giochi panafricani      | Rabat        | 200 m piani | Semifinale | dns         |                                          |
| 2019 | Giochi panafricani      | Rabat        | 4×100 m     | Oro        | 38"30       |                                          |
| 2019 | Mondiali                | Doha         | 100 m piani | Batteria   | 10"36       |                                          |
| 2019 | Mondiali                | Doha         | 4×100 m     | Batteria   | 38"24       |                                          |
| 2021 | World Relays            | Chorzów      | 4×100 m     | Finale     | dq          |                                          |
| 2021 | Giochi olimpici         | Tokyo        | 200 m piani | Semifinale | 20"27       | Miglior prestazione personale stagionale |
| 2021 | Giochi olimpici         | Tokyo        | 4×100 m     | Finale     | dq          |                                          |
| 2022 | Campionati africani     | Saint-Pierre | 200 m piani | Semifinale | 20"89       |                                          |
| 2022 | Mondiali                | Eugene       | 100 m piani | Batteria   | 10"22       |                                          |
| 2022 | Mondiali                | Eugene       | 200 m piani | Batteria   | 20"40       | Miglior prestazione personale stagionale |
| 2022 | Mondiali                | Eugene       | 4×100 m     | 5º         | 38"07       | Record nazionale                         |
| 2022 | Giochi del Commonwealth | Birmingham   | 200 m piani | Bronzo     | 20"49       |                                          |
| 2022 | Giochi del Commonwealth | Birmingham   | 4×100 m     | Batteria   | dq          |                                          |
| 2023 | Mondiali                | Budapest     | 200 m piani | Batteria   | 20"56       |                                          |
| 2024 | Giochi panafricani      | Accra        | 200 m piani | Oro        | 20"70       | [ 2 ]                                    |
| 2024 | Giochi panafricani      | Accra        | 4x100 m     | Argento    | 38"43       | [ 3 ]                                    |
| 2024 | World Relays            | Nassau       | 4×100 m     | Batteria   | dq          |                                          |
| 2024 | Giochi olimpici         | Parigi       | 4x100 m     | Batteria   | dq          |                                          |
| 2025 | World Relays            | Guangzhou    | 4x100 m     | Batteria   | 38"49       |                                          |